# التعليم المسيحي للكنيسة الكاثوليكية

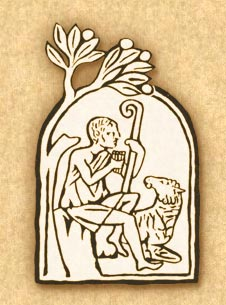
شعار تعاليم الكنيسة الكاثوليكية

تعاليم الكنيسة الكاثوليكية (باللاتينية: Catechismus Catholicae Ecclesiae)، هي التعاليم الكنسية الخاصة بالكنيسة الكاثوليكية التي قام بجمعها ونشرها البابا يوحنا بولس الثاني.
تم إقرار نشر تعاليم الكنيسة هذه قبيل الذكرى العشرون للمجمع الفاتيكاني الثاني سنة 1985. ألقيت المهمة على لجنة مكونة من سبعة لاهوتيين، وتم إقرارها من قبل البابا سنة 1992، وترجمة لاحقا إلى العديد من اللغات.